# Änglahund 2
Änglahund 2 (engelska: All Dogs Go to Heaven 2) är en amerikansk animerad film som hade biopremiär i USA den 29 mars 1996 och är uppföljare till United Artists animerade film Änglahund från 1989. Den är regisserad av Paul Sabella och Larry Leker, inte av Don Bluth, som regisserade originalfilmen. Till skillnad från föregångaren som utspelades i New Orleans så utspelar sig denna i San Francisco.

## Handling
Charlie, Milo och Carface från originalfilmen befinner sig nu i himlen, och verkar ha blivit mer eller mindre tvungna att sluta fred med varandra. En dag kommer Charlies vän Itchy in i himlen efter att ha satt ett ben i halsen. Itchy tycker himlen verkar vara en bra plats, men Charlie förklarar att himlen är för fridfull för hans smak och att han knappt står ut. Samma sak är det för Carface, som i hemlighet har ingått en pakt med en demon vid namn Red och som nu ska försöka stjäla Gabriels horn, det horn som får hundarna att komma in i himlen. Carface lyckas stjäla det, men råkar tappa bort det någonstans i San Francisco.
Änglahunden Anabelle sänder Charlie och Itchy till Jorden för att finna hornet innan någon annan gör det. Charlie och Itchy ger sig av, men när de kommer till Jorden blir Charlie påmind om det liv han levde innan han kom till himlen, och han bestämmer sig för att roa sig lite innan han hämtar hornet. 
Charlie och Itchy går in på en bar, men upptäcker att ingen levande hund kan se eller höra dem. Charlie får syn på en sångerska vid namn Sasha La Fleur och blir störtförälskad, men förtvivlad då hon inte kan se honom. De träffar på Carface, som tydligen kan bli sedd av de levande. Han förklarar att han har en "vän" som kan ge dem ett halsband som gör dem till levande hundar. Charlie, som är fast besluten att träffa Sasha, följer med.
Carface tar med dem till en gammal byggnad där det bor en gammal hund, som i själva verket är demonen Red i förklädnad, och denne ger Charlie och Itchy var sitt halsband. Men halsbandet varar bara tills nästa soluppgång, sedan blir Charlie och Itchy osynliga för de levande igen. Charlie och Itchy går iväg, och Red förklarar sina egentliga planer för Carface. 
Charlie och Itchy går tillbaka till baren och träffar Sasha. Det visar sig att hon tar hand om en människopojke vid namn David som rymt hemifrån. Charlie får David att tro att han är hans skyddsängel och hundarna följer med David ut för att uppträda. På vägen ser Charlie Gabriels horn på en polisstation. Tillsammans lyckas de få ut hornet, men Charlie är inte redo att lämna jordelivet än, då han har fäst sig vid David och Sasha. Till Itchys förtvivlan gömmer han därför hornet i en bur i vattnet. 
Men Carface kidnappar David och hotar med att om inte Charlie tar hornet till Alcatraz inom en timme så kommer pojken dö. Charlie gör som han säger och överlämnar hornet till Red. När Red blåser i hornet sugs alla hundra som fanns i himlen ner på Jorden och in i cellerna i Alcatraz. Efter att ha satt David, Itchy och Sasha i säkerhet tar Charlie tillbaka hornet från Red och blåser i det, vilket gör att Red sugs ner i underjorden och alla änglahundar flyger upp till himlen igen. Charlie bli efter detta belönad med att få sitt liv på Jorden tillbaka, medan Itchy stannar i himlen. Charlie och Itchy tar farväl och sedan går Charlie, David och Sasha tillbaka till Davids hus där Davids föräldrar välkomnar dem.

## Originalröster
- Charlie Sheen - Charlie
- Dom DeLuise - Itchy
- Sheena Easton - Sasha
- Adam Wylie - David
- Ernest Borgnine - Carface
- George Hearn - Red
- Bebe Neuwirth - Annabelle

## Svenskspråkiga röster
- Tommy Nilsson - Charlie
- Hans Wahlgren - Itchy
- Pernilla Wahlgren - Sasha
- Leo Hallerstam - David
- Gunnar Ernblad - Carface
- Steve Kratz - Red
- Irene Lindh - Anabelle

Övriga röster:
- Joakim Jennefors
- Johan Hedenberg
- Annelie Berg
- Annica Rynger
- Lasse Svensson

### Fotnoter
1. ↑  ”All Dogs Go to Heaven 2” (på engelska). Box Office Mojo. 29 mars 1996. http://www.boxofficemojo.com/movies/?id=alldogsgotoheaven2.htm. Läst 27 augusti 2016.